# 第一次卡斯蒂利亞王位繼承戰爭
第一次卡斯蒂利亞王位繼承戰爭（西班牙語：Primera Guerra Civil Castellana）發生在1351年到1369年間，是卡斯蒂利亚王国的王位繼承戰爭。衝突的爆發點在1350年3月先王阿方索十一世的逝世。由於正值英法百年戰爭期間，英格兰王国與法蘭西王國藉機介入這場繼承戰爭，導致戰爭規模變大。雙方的領導人分別是合法繼承人卡斯蒂利亚的佩德羅與私生子特拉斯塔馬拉的恩里克，戰區主要在卡斯蒂利亚王国與其近海上。

## 成因
佩德羅在他的支持者間有「正義者」的稱號，對手則稱呼他「殘暴者」。對高階貴族而言，他是一名暴君，對所有自由人強制執行敕令。他大幅強化王權並對阿拉贡王国發動戰爭。
他庶出的兄長恩里克很快得到高階貴族，甚至法蘭西、阿拉貢、還有教皇的支持。1366年，恩里克公開廢黜佩德羅在卡斯蒂利亚、雷昂、托萊多與塞維亞的王位，並自行在拉斯乌埃尔加斯修道院即位。

## 衝突
1366年，居住在法蘭西蒙佩利爾的恩里克集結大批人馬，包含法蘭西與阿拉貢的人員以及英格蘭傭兵。在法王查理五世與阿拉貢王佩德羅四世的支持下入侵卡斯蒂利亞。並成功迫使佩德羅逃亡。
佩德羅逃往英格蘭屬加斯科涅的城市巴約訥。他在那向黑太子爱德华請求出兵，並以卡斯蒂利亞王國的領土作為交換，得到愛德華的同意。1367年黑太子愛德華領軍進入卡斯蒂利亞，在納胡拉戰役中大敗法軍，使恩里克返回法蘭西，佩德羅也復歸王位。然而佩德羅沒有兌現他對愛德華與他盟友的約定，愛德華便離開卡斯蒂利亞。1368年，恩里克和法王查理簽訂托雷多條約，將比斯開灣的艦隊借給法蘭西換取陸地上的軍事支援。
恩里克進入加利西亞，奪下數個城鎮後發動雷昂圍城戰，四月佔領雷昂後，整個加利西亞省歸他所有。1369年恩里克再度進入卡斯蒂利亞，在蒙鐵爾戰役擊敗佩德羅，並用計謀殺他。他正式以恩里克二世之名繼承王位，並立刻將猶太高官驅逐以穩固統治。接下來一段時間，卡斯蒂利亞成為法蘭西在百年戰爭中最堅實的盟友。

## 資料來源
- Wintle, Justin. The Rough Guide History of Spain. Penguin Group, 2003.